# Mangakino
Mangakino est une petite localité située sur les berges du fleuve Waikato dans l’Île du Nord de la Nouvelle-Zélande.

## Situation
Elle est située tout près de l’usine hydro-électrique du lac Maraetai (en), à 85 km au sud-est de la ville d’Hamilton.

## Population
Sa population en 2001 était de 1 257 habitants.

## Gouvernance
La ville et ses infrastructures sont administrées par le ward de Mangakino Pouakani : un ward  dépendant du conseil du district deTaupo (en).

## Histoire
En 1896, après 40 ans de résistance, la Couronne acquit le lac Wairarapa au près de la tribu des Ngāti Kahungunu et en 1915, donnant en retour, des terres situées dans le milieu de l’Île du Nord, terres connues comme faisant partie du secteur de Pouakani.
À ce moment, les terres, où siège actuellement la ville de Mangakino étaient décrites comme du bush natif et des terres en friches constituées de pierre ponce, des zones stériles, inoccupées et incultes.
En 1946, le barrage de Karapiro (en) étant proche d’être terminé , les travailleurs durent être transférés sur le site pour la construction du barrage suivant –de Maraetai I, près de la ville de  Mangakino.
La Couronne, dans le cadre du «Public Works Act», acquis à nouveau une portion du secteur inoccupé du « bloc de Pouakani », le long du fleuve Waikato pour y construire une station hydro-électrique et un centre-ville temporaire, nommée Mangakino, qui fut établi pour abriter les centaines de maisons, dont les travailleurs avaient besoin.

## Conception
La ville n’avait été pensée que pour être une base temporaire jusqu’à la fin de la construction du barrage proposé.
L’architecte responsable des plans de la ville :Ernst Plischke (en), qui était immigré d’Australie en 1939, développa un plan du centre de la ville de  Mangakino, qui fut mis en mis en œuvre en 1947-1948.
Son plan comprenait une zone piétonne au centre de la ville, libre de tout trafic .
Ainsi en 1952, la population dépassait les 5 000 habitants.
Mangakino servit aussi à la construction des centrales hydro-électriques d’Atiamuri (en) et d’Ohakuri (en) situés plus loin en amont, qui furent décidées respectivement en 1959 et en 1961.
La ville de Mangakino et dans une moindre mesure, celles de Whakamaru et Atiamuri, doivent leur existence au projet d’aménagement hydro-électrique mais  la route, qui fut construite, donna alors un accès, qui permit le développement des terres voisines pour l’agriculture à partir des années 1960.

## Devenir
Le déclin pour Mangakino survint après l’achèvement des barrages et avec le temps les communautés liées à la centrale de Maraetai (en) et la centrale de Waipapa (en) disparurent aussi.
En 2001, le centre-ville de Mangakino nommé  «Mangakino Township Incorporation» obtint une approbation au niveau de la cour des terres Maori (en) sur la légalité de changer le titre d’une majorité des secteurs résidentiels de Mangakino de terres Maori vers des titres plus généraux.
Ensuite, ils mirent plus de 500 logements, qui étaient auparavant en location, sur le marché pour leur vente simple aux particuliers.
Mais en juillet 2002, la majorité des secteurs de la ville furent finalement vendus à la société «MV Properties» de Pukekohe.
La stipulation de l’appel d’offre était que les résidents devaient avoir la première opportunité pour acheter leur maison en bien perpétuel.
La valeur des terres, qui étaient extrêmement basses pour la décennie, montèrent alors en flèche.
Certains des habitants locaux choisissant d’acheter immédiatement en pleine propriété leur maison et les sections vides sans location en cours, furent vendues sur le marché libre. Néanmoins, de nombreux résidents locaux continuent à rester des locataires perpétuels
.

## Résidents notables
Les anciens citoyens importants de Mangakino comportent:
- Willie Apiata (en) VC, qui est né en 1972.
- Mike Rann, Ambassadeur Australien et ancien premier Ministre travailliste de l’Australie du Sud
- Ron Rangi (en), ancien All Black
- Sir Basil Arthur, ancien Ministre du Transport du Gouvernement  Travailliste